# Таємний агент (фільм, 2017)
«Таємний агент» (англ. Unlocked) — англійський бойовик режисера Майкла Ептеда, що вийшов 2017 року. Стрічка розповідає про терористичний напад на Лондон. У головних ролях Нумі Рапас, Орландо Блум, Майкл Дуглас.
Вперше фільм мають продемонструвати 4 травня 2017 року у низці країн світу, а в Україні у широкому кінопрокаті показ фільму розпочався 27 квітня 2017 року.

## У ролях
| Актор         | Персонаж | Роль |
| ------------- | -------- | ---- |
| Нумі Рапас    |          |      |
| Орландо Блум  |          |      |
| Майкл Дуглас  |          |      |
| Джон Малкович |          |      |
| Тоні Коллетт  |          |      |
| Джессіка Бун  |          |      |

## Створення фільму

### Знімальна група
- Кінорежисер — Майкл Ептед
- Сценарист — Пітер О'Браєн
- Кінопродюсери — Клаудія Бльомгубер, Лоренцо ді Бонавентура, Ерік Гоусем, Джорджина Таунслі
- Виконавчі продюсери — Ендрю Босвелл, Ірен Ґелл, Пітер Гемпден, Ерік Гоусем, Норман Меррі, Кеван Ван Томпсон
- Композитор — Стівен Бартон
- Кінооператор — Джордж Річмонд
- Кіномонтаж — Ендрю МакРічі
- Підбір акторів — Лео Девіс і Ліссі Голм
- Художник-постановник — Ондрей Неквасіл
- Артдиректори — Стефан Ковачік
- Художник по костюмах — Бояна Нікітовіч[4].

### Виробництво
Знімання фільму розпочалося 3 листопада 2014 року і завершилося 17 січня 2015 року.

### Виноски
1. 1 2  Таємний агент. Kinomania. Архів оригіналу за 28 квітня 2017. Процитовано 28 квітня 2017.
2. 1 2  Unlocked: Release Info (англ.). Internet Movie Database. Архів оригіналу за 10 лютого 2017. Процитовано 28 квітня 2016.
3. 1 2  Таємний агент. Kino-teatr.ua. Архів оригіналу за 9 березня 2017. Процитовано 28 квітня 2016.
4. ↑  Unlocked: Full Cast & Crew (англ.). Internet Movie Database. Процитовано 16 грудня 2016.
5. ↑  On the Set for 11/3/14: Keanu Reeves Starts Daughter of God, Magic Mike XXL & Ant-Man Wrap (англ.). SSN Insider. 3 листопада 2014. Архів оригіналу за 7 грудня 2014. Процитовано 16 грудня 2016.
6. ↑  SSN Insider Staff (8 грудня 2014). On the Set for 12/8/14: James Bond Pic Spectre & Hateful Eight Start Shooting, Vin Diesel Wraps Last Witch Hunter (англ.). SSN Insider. Архів оригіналу за 14 травня 2016. Процитовано 16 грудня 2016.